# Euphyia rixata
Euphyia rixata là một loài bướm đêm trong họ Geometridae.